# Hans-Werner Kroesinger
Hans-Werner Kroesinger (* 1962 in Bonn) ist ein deutscher Theaterregisseur und Autor. Er gilt als einer der wichtigsten Vertreter des Dokumentartheaters im deutschsprachigen Raum.

## Leben
Nach seinem Abitur 1982 am Collegium Josephinum Bonn nahm Kroesinger in Bonn zunächst ein Studium der Rechtswissenschaft, Germanistik und Philosophie auf. Von Bonn wechselte Kroesinger, der „entweder etwas mit Theater oder mit Jura machen“ wollte, 1984 an das Institut für Angewandte Theaterwissenschaft der Justus-Liebig-Universität Gießen und studierte dort bis 1988 „Drama/Theater/Medien“ bei Andrzej Wirth und Hans-Thies Lehmann. Kroesinger schätzte den Gießener Ausbildungsansatz: „In Gießen konnte man lernen, Kontexte herzustellen, die über den Stücktext hinausgehen. Bei den Büchner-Texten haben mich zum Beispiel immer auch die historischen Quellen interessiert, die Wirklichkeitsablagerungen im literarischen Text.“
Bereits während seines Studiums arbeitete Kroesinger von 1987 bis 1989 als Regieassistent und Dramaturg für Robert Wilson. Dabei wirkte an den Aufführungen von Die Hamletmaschine in New York, Salome in Mailand und The Forest in Berlin mit. Seine erste eigene Inszenierung war Gertrude Steins Doctor Faustus Lights the Lights in Dallas. 1989 engagierte ihn Heiner Müller als künstlerischen Mitarbeiter für die Produktion Hamlet/Hamletmaschine am Deutschen Theater Berlin.
Seit 1993 arbeitet Kroesinger als Autor und Regisseur. Sein Theaterstück Don’t look now führte er 1997 auf der documenta X in Kassel auf. Bekannt ist er auch für Inszenierungen wie etwa Ruanda Revisited über den Völkermord in Ruanda, das zum Impulse Festival 2009 eingeladen wurde, oder das Jugendtheaterstück Kindertransporte, für das er 2007 mit dem Brüder-Grimm-Preis ausgezeichnet wurde.
Kroesinger inszenierte an diversen Bühnen im deutschsprachigen Raum, sowohl an Staats- und Stadttheatern – etwa am Berliner Ensemble, dem Staatstheater Stuttgart, dem Bayerischen Staatsschauspiel, dem Maxim-Gorki-Theater oder dem Theater an der Parkaue – als auch in der freien Szene, vor allem am Hebbel am Ufer, in den Sophiensælen, im Radialsystem V, und im Palais Podewils, im FFT Düsseldorf, im Festspielhaus Hellerau oder dem Theaterhaus Gessnerallee Zürich.
Kroesingers Stücke waren auf diversen nationalen wie internationalen Festivals zu sehen, etwa bei Politik im Freien Theater  (Hamburg 2003), Cultura Nova (Heerlen 2008) und Impulse (NRW 2009). Neben seiner Theaterarbeit ist Kroesinger immer wieder Lehrbeauftragter an diversen Hochschulen und Akademien. Sein Stück Stolpersteine Staatstheater (Badisches Staatstheater Karlsruhe) wurde 2016 zum Berliner Theatertreffen eingeladen. Seit 2000 arbeitet Kroesinger mit der Theatermacherin Regine Dura zusammen.

## Theaterästhetik
In seinen dokumentarischen Theaterabenden collagiert Kroesinger historische Originaltexte, aktuelle Dokumente und literarische oder theoretische Texte. „Nicht eine Zeile ist erfunden oder zwecks besserer Sprechbarkeit sprachlich geglättet, alles ist aus den Originaltexten der Dokumente montiert.“ Dokumentarische Versatzstücke werden nicht kommentiert oder ironisiert, sondern deutlich ausgestellt. Im Zentrum dieser Theaterprojekte stehen meist politische Themen und Fragestellungen, insbesondere Gewaltkonflikte, in denen Kroesingers Auffassung nach eine Gesellschaft mit sich selbst verhandelt: „Es gibt, etwa in den reichen Ländern, immer nur die lokale Abwesenheit von Krieg. Das sollte man nicht mit Frieden verwechseln. Dass hier kein Krieg stattfindet, heißt nicht, dass wir nicht in Gewaltkonflikte involviert sind. Theater ist ein guter Ort, um das zu verhandeln.“

## Auszeichnungen
- 2007: Brüder-Grimm-Preis des Landes Berlin für seine Jugendtheaterinszenierung Kindertransporte im Theater an der Parkaue

## Inszenierungen (Auswahl)
- 1993: Man könnte Lust bekommen… – Ein Wozzeck Kommentar, Staatsoper Stuttgart
- 1994: Aventures – Nouvelles Aventures von György Ligeti, Gulbenkian Center Lissabon
- 1995: Words and Music von Morton Feldman/Samuel Beckett, Tage für Neue Musik, Stuttgart
- 1996: Q&A – Questions & Answers (zum Eichmann-Prozess),[8] Akademie Schloss Solitude Stuttgart, Podewil, Berlin[9]
- 1996: Sextett von Andreas Stahl, Podewil, Berlin
- 1996: Stille Abteilung, Inszenierung zur Installation Camera Silens von Moonen & Arndt, ZKM Karlsruhe, Podewil, Berlin
- 1997: Chinesischer Vatermord, Berliner Ensemble
- 1997: Don´t look now, documenta X
- 1997: Twenty Minutes. Ein Abend zu „The Killing of a Chinese Bookie“ nach John Cassavetes, Theater am Halleschen Ufer
- 1998: Faustus 53 – ein Abend zu Hanns Eisler, Berliner Ensemble
- 1998: Don´t look now II, Podewil, Berlin
- 1998: SOP = Standard Operation Procedure, Podewil, Berlin
- 1999: Die Waffe Mensch, Volksbühne am Rosa-Luxemburg-Platz, Berlin
- 2000: MorTal Combat – The Kosovo Files, Staatsbank, Berlin
- 2001: Journey through the heart of darkness, Europäische Kulturhauptstadt Rotterdam – Goethe-Institut Rotterdam
- 2001: TRUTH Part one, Forum Freies Theater, Düsseldorf
- 2002: Gladius Dei, Bayerisches Staatsschauspiel München, Haus der Kunst
- 2002: TRUTH – Commissioned by the Heart of Darkness, Podewil, Berlin
- 2003: Hyänenherz/Traum eines Kamikazefliegers von Paul M. Waschkau, Orphtheater Berlin[10]
- 2003: suicide bombers on air. PRIMETIME, Sophiensæle, Berlin, Forum Freies Theater, Düsseldorf, Gastspiele: Theaterhaus Gessnerallee, Zürich, LOT-Theater Braunschweig, Junges Theater Bremen
- 2003: Coming Home, Theater Hebbel am Ufer, Berlin, Forum Freies Theater, Düsseldorf
- 2004: Voyeur, Forum Neues Musiktheater, Staatsoper Stuttgart
- 2004: Road to Baghdad and Return, Sophiensæle, Berlin / Junges Theater Bremen
- 2005: Donnerschlag revisited, Europäisches Zentrum der Künste, Hellerau
- 2005: Die Tage der Commune – Eine Performance und Die Zeit scheint gegenwärtig schneller zu laufen (Die 11. und 12. Sitzung des zentralen Runden Tisches der DDR), Maxim Gorki Theater, Berlin
- 2005: Zu treuen Händen, Theater Hebbel am Ufer, Berlin
- 2005: HERERO 100, Theater Hebbel am Ufer, Berlin
- 2005: Plan Gelb – Liberators, Occupiers and Population, Theater Hebbel am Ufer, Berlin, Rotterdamse Schouwburg, Huuse van Bourgondie, Maastricht
- 2006: FREMD, Forum Neues Musiktheater, Staatsoper Stuttgart
- 2006: Peer Gynt, Sophiensæle, Berlin
- 2006: Das Floß der Medusa, Theater Aachen
- 2006: Kindertransporte, Theater an der Parkaue, Berlin
- 2007: Grenzgebiet Heimat Festspielhaus Hellerau, Dresden
- 2007: Vorsicht Schusswaffen, Staatstheater Stuttgart
- 2007: Werther – Letzte Briefe, Theater Aachen
- 2007: Beirut Report, Theater Hebbel am Ufer, Berlin
- 2007: History Tilt, Theater Hebbel am Ufer, Berlin
- 2008: Der Bericht des Matthäus, Rundfunkchor Berlin, Radialsystem, Berlin
- 2008: Die letzten Tage der Menschheit, Staatstheater Stuttgart
- 2008: König Alkohol, Theater Aachen
- 2008: Kindersoldaten, Theater an der Parkaue, Berlin
- 2009: Vermauern, Maxim Gorki Theater, Berlin
- 2009: Ich. Cyborg? Theater Freiburg
- 2009: Ruanda Revisited Theater Hebbel am Ufer, Berlin
- 2010: Blackwater Theater Hebbel am Ufer, Berlin
- 2010: CAPITALPolitics Theater Hebbel am Ufer, Berlin
- 2011: Karlsruhe – Stadt der Gerechten, Badisches Staatstheater Karlsruhe
- 2011: Unternehmen Hunger, Schauspiel Hannover
- 2011: Die Pest oder Menschen im Belagerungszustand nach Albert Camus, Theater Aachen
- 2011: Darfur – Mission Incomplete, Theater Hebbel am Ufer, Berlin
- 2013: Failed States One: Somalia, Theater Hebbel am Ufer, Berlin
- 2014: FRONTex SECURITY, HAU Hebbel am Ufer, Berlin
- 2014: 1914/2014 – Schlachtfeld Erinnerung, HAU Hebbel am Ufer, Berlin
- 2014: Operation Big Week, Theater Augsburg
- 2015: Musa Dagh – Tage des Widerstands, Maxim Gorki Theater, Berlin
- 2015: Stolpersteine Staatstheater, Dokumentartheater. Uraufführung am Staatstheater Karlsruhe[11]
- 2016: Graecomania – 200 years Hebbel am Ufer Berlin, HAU 3
- 2021: Westwall, Staatstheater Mainz
- 2022: Zehn Ave Maria, Landestheater Linz
- 2022: Die Spiele müssen weitergehen – München 1972, Residenztheater, München